# 国家级抗战纪念设施、遗址名录
国家级抗战纪念设施、遗址名录由中华人民共和国国务院为纪念中国人民抗日战争暨世界反法西斯战争胜利而公布。
- 第一批：2014年8月24日公布，共80处[1]
- 第二批：2015年8月13日公布，共100处[2]
- 第三批：2020年9月1日公布，共80处[3]

## 名录
| 省级行政区 / 国家 | 名称                                                                | 位置                                                            | 批次   |
| ----------------- | ------------------------------------------------------------------- | --------------------------------------------------------------- | ------ |
| 北京市            | 中国人民抗日战争纪念馆                                              | 北京市丰台区宛平城内                                            | 第一批 |
| 北京市            | 宛平城、卢沟桥                                                      | 北京市丰台区                                                    | 第一批 |
| 北京市            | 平北抗日烈士纪念园                                                  | 北京市延庆县张山营镇韩郝庄村                                    | 第一批 |
| 北京市            | 赵登禹将军墓                                                        | 北京市丰台区西道口甲1号                                         | 第二批 |
| 北京市            | 佟麟阁将军墓                                                        | 北京市海淀区香山北正黄旗18号                                    | 第二批 |
| 北京市            | 平西抗日战争纪念馆                                                  | 北京市房山区十渡镇十渡村                                        | 第二批 |
| 北京市            | 北京焦庄户地道战遗址纪念馆                                          | 北京市顺义区龙湾屯镇焦庄户村                                    | 第二批 |
| 北京市            | 古北口战役阵亡将士公墓                                              | 北京市密云县古北口镇古北口村                                    | 第二批 |
| 北京市            | 冀热察挺进军司令部旧址陈列馆                                        | 北京市门头沟区斋堂镇马栏村                                      | 第三批 |
| 北京市            | 白乙化烈士陵园                                                      | 北京市密云区石城镇河北村                                        | 第三批 |
| 天津市            | 在日殉难烈士·劳工纪念馆                                             | 天津市北辰区铁东北路                                            | 第一批 |
| 天津市            | 盘山烈士陵园                                                        | 天津市蓟县官庄镇北盘山南麓                                      | 第一批 |
| 天津市            | 中共中央北方局旧址纪念馆                                            | 天津市和平区黑龙江路隆泰里19号                                  | 第三批 |
| 河北省            | 华北军区烈士陵园                                                    | 河北省石家庄市桥西区中山西路343号                               | 第一批 |
| 河北省            | 苏蒙联军烈士陵园                                                    | 河北省张家口市张北县油篓沟乡狼窝沟村                            | 第一批 |
| 河北省            | 潘家峪惨案纪念馆                                                    | 河北省唐山市丰润区火石营镇潘家峪村                              | 第一批 |
| 河北省            | 清苑冉庄地道战遗址                                                  | 河北省保定市清苑县冉庄镇冉庄村                                  | 第一批 |
| 河北省            | 狼牙山五勇士跳崖处                                                  | 河北省保定市易县小莲花峰                                        | 第一批 |
| 河北省            | 晋冀鲁豫烈士陵园                                                    | 河北省邯郸市邯山区陵园路60号                                    | 第一批 |
| 河北省            | 梅花惨案纪念馆                                                      | 河北省石家庄市藁城区梅花镇梅花村                                | 第二批 |
| 河北省            | 冀东烈士陵园                                                        | 河北省唐山市路南区陵园路2号                                     | 第二批 |
| 河北省            | 潘家戴庄惨案纪念馆                                                  | 河北省唐山市滦南县程庄镇潘家戴庄村                              | 第二批 |
| 河北省            | 喜峰口长城抗战遗址                                                  | 河北省唐山市迁西县滦阳镇石梯子村                                | 第二批 |
| 河北省            | 涉县八路军一二九师纪念馆                                            | 河北省邯郸市涉县河南店镇赤岸村                                  | 第二批 |
| 河北省            | 晋冀鲁豫抗日殉国烈士公墓旧址                                        | 河北省邯郸市涉县辽城乡石门村                                    | 第二批 |
| 河北省            | 晋察冀边区革命纪念馆                                                | 河北省保定市阜平县城南庄镇城南庄村                              | 第二批 |
| 河北省            | 晋察冀烈士陵园                                                      | 河北省保定市唐县军城镇南关村                                    | 第二批 |
| 河北省            | 雁宿崖、黄土岭战斗遗址                                              | 河北省保定市涞源县银坊镇黄土岭村                                | 第二批 |
| 河北省            | 热河革命烈士纪念馆                                                  | 河北省承德市双桥区翠桥路西9号                                   | 第二批 |
| 河北省            | 马本斋纪念馆                                                        | 河北省沧州市献县本斋回族乡本斋村                                | 第二批 |
| 河北省            | 陈庄歼灭战旧址                                                      | 河北省石家庄市灵寿县岔头镇横山岭水库东岸                        | 第三批 |
| 河北省            | 遵化市长城抗战烈士陵园                                              | 河北省唐山市遵化市石门镇石门四村                                | 第三批 |
| 河北省            | 冀南山底抗日地道遗址                                                | 河北省邯郸市峰峰矿区义井镇山底村                                | 第三批 |
| 河北省            | 中国人民抗日军政大学陈列馆                                          | 河北省邢台市信都区浆水镇前南峪村                                | 第三批 |
| 河北省            | 冀南烈士陵园                                                        | 河北省邢台市南宫市南大街103号                                   | 第三批 |
| 河北省            | 白洋淀雁翎队纪念馆                                                  | 河北省保定市安新县白洋淀景区                                    | 第三批 |
| 河北省            | 冀中烈士陵园                                                        | 河北省沧州市河间市曙光西路66号                                  | 第三批 |
| 山西省            | 平型关大捷遗址                                                      | 山西省大同市灵丘县白崖台乡                                      | 第一批 |
| 山西省            | 百团大战纪念馆（碑）                                                | 山西省阳泉市狮脑山                                              | 第一批 |
| 山西省            | 八路军总部王家峪旧址和纪念馆                                        | 山西省长治市武乡县韩北乡王家峪村                                | 第一批 |
| 山西省            | 忻口战役遗址                                                        | 山西省忻州市忻府区高城乡忻口村                                  | 第一批 |
| 山西省            | 左权将军殉难处                                                      | 山西省晋中市左权县麻田镇北艾铺村十字岭                          | 第一批 |
| 山西省            | 大同煤矿万人坑遗址纪念馆                                            | 山西省大同市大同煤矿煤峪口矿建新街1号                           | 第二批 |
| 山西省            | 平型关烈士陵园                                                      | 山西省大同市灵丘县武灵镇灵源村                                  | 第二批 |
| 山西省            | 太行太岳烈士陵园                                                    | 山西省长治市城区英雄南路东华门67号                              | 第二批 |
| 山西省            | 抗日五专署旧址                                                      | 山西省长治市城区五马街道南石槽村                                | 第二批 |
| 山西省            | 黄崖洞革命纪念地                                                    | 山西省长治市黎城县黄崖洞镇上赤峪村                              | 第二批 |
| 山西省            | 八路军太行纪念馆                                                    | 山西省长治市武乡县太行街363号                                   | 第二批 |
| 山西省            | 李林烈士陵园                                                        | 山西省朔州市平鲁区井坪镇平万路1号                               | 第二批 |
| 山西省            | 麻田八路军总部纪念馆                                                | 山西省晋中市左权县麻田镇上麻田村                                | 第二批 |
| 山西省            | 晋绥边区革命纪念馆                                                  | 山西省吕梁市兴县蔡家崖乡蔡家崖村                                | 第二批 |
| 山西省            | 山西国民师范旧址革命活动纪念馆                                      | 山西省太原市杏花岭区五一北路245号                               | 第三批 |
| 山西省            | 八路军总司令部北村旧址                                              | 山西省长治市潞城区店上镇北村                                    | 第三批 |
| 山西省            | 武乡县八路军烈士陵园                                                | 山西省长治市武乡县故县乡里庄村                                  | 第三批 |
| 山西省            | 町店战斗纪念园                                                      | 山西省晋城市阳城县町店镇町店村                                  | 第三批 |
| 山西省            | 左权烈士陵园                                                        | 山西省晋中市左权县辽阳镇北街村陵园街                            | 第三批 |
| 山西省            | 白求恩模范病室旧址                                                  | 山西省忻州市五台县耿镇镇松岩口村                                | 第三批 |
| 山西省            | 雁门关伏击战遗址                                                    | 山西省忻州市代县雁门关镇太和岭口村                              | 第三批 |
| 内蒙古自治区      | 大青山抗日游击根据地旧址                                            | 内蒙古自治区呼和浩特市武川县得胜沟乡蘑菇窑村                    | 第一批 |
| 内蒙古自治区      | 世界反法西斯战争海拉尔纪念园                                        | 内蒙古自治区呼伦贝尔市海拉尔区北山                              | 第一批 |
| 内蒙古自治区      | 诺门罕战役遗址陈列馆                                                | 内蒙古自治区呼伦贝尔市新巴尔虎左旗阿木古郎镇                    | 第一批 |
| 内蒙古自治区      | 土默特左旗青山烈士陵园                                              | 内蒙古自治区呼和浩特市土默特左旗察素齐镇把什村                  | 第二批 |
| 内蒙古自治区      | 百灵庙抗日武装暴动纪念碑                                            | 内蒙古自治区包头市达尔罕茂明安联合旗百灵庙镇女儿山              | 第二批 |
| 内蒙古自治区      | 抗联英雄园                                                          | 内蒙古自治区呼伦贝尔市阿荣旗那吉镇东山                          | 第二批 |
| 内蒙古自治区      | 巴彦汗日本关东军毒气实验场遗址                                      | 内蒙古自治区呼伦贝尔市鄂温克族自治旗巴彦托海镇                  | 第二批 |
| 内蒙古自治区      | 五原抗日烈士陵园                                                    | 内蒙古自治区巴彦淖尔市五原县隆兴昌镇                            | 第二批 |
| 内蒙古自治区      | 侵华日军阿尔山要塞遗址                                              | 内蒙古自治区兴安盟阿尔山市                                      | 第二批 |
| 内蒙古自治区      | 华北军第五十九军抗日阵亡将士公墓                                    | 内蒙古自治区呼和浩特市新城区海拉尔大街54号                      | 第三批 |
| 内蒙古自治区      | 绥蒙抗日救国会旧址纪念馆                                            | 内蒙古自治区呼和浩特市玉泉区玉泉二巷11号                        | 第三批 |
| 内蒙古自治区      | 乌不浪口抗日烈士陵园                                                | 内蒙古自治区巴彦淖尔市乌拉特中旗德岭山镇四义堂村                | 第三批 |
| 辽宁省            | “九·一八”历史博物馆                                                 | 辽宁省沈阳市大东区望花南街46号                                  | 第一批 |
| 辽宁省            | 中国（沈阳）审判日本战犯法庭旧址陈列馆                              | 辽宁省沈阳市皇姑区黑龙江街77号                                  | 第一批 |
| 辽宁省            | 阜新万人坑死难矿工纪念馆                                            | 辽宁省阜新市太平区孙家湾街道新园街1号                           | 第一批 |
| 辽宁省            | 抚顺战犯管理所旧址陈列馆                                            | 辽宁省抚顺市新抚区宁远街43号                                    | 第一批 |
| 辽宁省            | 东北抗联史实陈列馆                                                  | 辽宁省本溪市本溪满族自治县小市镇滨河东路                        | 第一批 |
| 辽宁省            | 中共满洲省委旧址纪念馆                                              | 辽宁省沈阳市和平区皇寺路福安巷3号                               | 第二批 |
| 辽宁省            | 沈阳二战盟军战俘营旧址                                              | 辽宁省沈阳市大东区地坛街30－3号                                 | 第二批 |
| 辽宁省            | 抚顺平顶山惨案纪念馆                                                | 辽宁省抚顺市新抚区南昌路17号                                    | 第二批 |
| 辽宁省            | 赵尚志纪念馆                                                        | 辽宁省朝阳市双塔区中山大街2段                                   | 第二批 |
| 辽宁省            | 东北抗日义勇军纪念馆                                                | 辽宁省本溪市桓仁满族自治县桓仁镇东关村                          | 第三批 |
| 辽宁省            | 虎石沟万人坑纪念馆                                                  | 辽宁省营口市大石桥市南楼经济开发区圣水寺村                      | 第三批 |
| 辽宁省            | 侵华日本关东军护路守备队盘山分队旧址陈列馆                          | 辽宁省盘锦市双台子区胜利街东段13号                              | 第三批 |
| 吉林省            | 伪满皇宫博物院暨东北沦陷史陈列馆                                    | 吉林省长春市宽城区光复北路                                      | 第一批 |
| 吉林省            | 杨靖宇烈士陵园                                                      | 吉林省通化市浑江东岸靖宇山                                      | 第一批 |
| 吉林省            | 吉林市革命烈士陵园                                                  | 吉林省吉林市船营区环山路27号                                    | 第二批 |
| 吉林省            | 老黑沟惨案遗址                                                      | 吉林省舒兰市新安乡联合村                                        | 第二批 |
| 吉林省            | 延边革命烈士陵园                                                    | 吉林省延边朝鲜族自治州延吉市公园街烟集路8号                     | 第二批 |
| 吉林省            | 丰满万人坑遗址                                                      | 吉林省吉林市丰满区江南乡孟家村                                  | 第三批 |
| 吉林省            | 辽源市二战盟军高级战俘营旧址展览馆                                  | 吉林省辽源市西安区人民大街4907号                                | 第三批 |
| 吉林省            | 东北沦陷时期辽源矿工墓陈列馆                                        | 吉林省辽源市西安区泰安大路5048号                                | 第三批 |
| 吉林省            | 杨靖宇将军殉国地                                                    | 吉林省白山市靖宇县濛江乡靖宇村东                                | 第三批 |
| 吉林省            | 敦化市烈士陵园                                                      | 吉林省延边朝鲜族自治州敦化市翰章乡翰章村                        | 第三批 |
| 黑龙江省          | 东北烈士纪念馆                                                      | 黑龙江省哈尔滨市南岗区一曼街                                    | 第一批 |
| 黑龙江省          | 侵华日军第七三一部队罪证陈列馆                                      | 黑龙江省哈尔滨市平房区新疆大街47号                              | 第一批 |
| 黑龙江省          | 孙吴日本侵华罪证陈列馆                                              | 黑龙江省黑河市孙吴县城东                                        | 第一批 |
| 黑龙江省          | 侵华日军东宁要塞遗址                                                | 黑龙江省牡丹江市东宁县三岔口镇                                  | 第一批 |
| 黑龙江省          | “八女投江”殉难地                                                    | 黑龙江省牡丹江市林口县刁翎镇三家子村                            | 第一批 |
| 黑龙江省          | 哈尔滨烈士陵园                                                      | 黑龙江省哈尔滨市香坊区体育街1号                                 | 第二批 |
| 黑龙江省          | 江桥抗战纪念馆                                                      | 黑龙江省齐齐哈尔市泰来县江桥镇江安社区                          | 第二批 |
| 黑龙江省          | 侵华日军虎头要塞遗址博物馆                                          | 黑龙江省虎林市虎头镇虎东山                                      | 第二批 |
| 黑龙江省          | 饶河抗日游击队纪念碑                                                | 黑龙江省双鸭山市饶河县饶河镇小南山                              | 第二批 |
| 黑龙江省          | 尚志烈士陵园                                                        | 黑龙江省哈尔滨市尚志市北环街92号                                | 第三批 |
| 黑龙江省          | 汤原烈士陵园                                                        | 黑龙江省佳木斯市汤原县京抚路中段                                | 第三批 |
| 上海市            | 上海监狱陈列馆                                                      | 上海市虹口区长阳路147号                                         | 第一批 |
| 上海市            | 上海淞沪抗战纪念馆                                                  | 上海市宝山区友谊路1号临江公园                                   | 第一批 |
| 上海市            | 四行仓库抗战纪念馆                                                  | 上海市闸北区光复路1号                                           | 第二批 |
| 上海市            | 国歌展示馆                                                          | 上海市杨浦区荆州路151号                                         | 第二批 |
| 上海市            | 金山卫城南门侵华日军登陆处                                          | 上海市金山区金山卫镇南安路87号                                  | 第二批 |
| 上海市            | 侵华日军罗泾大烧杀遇难同胞纪念地                                    | 上海市宝山区罗泾镇海星村水源涵养林内                            | 第三批 |
| 江苏省            | 侵华日军南京大屠杀遇难同胞纪念馆                                    | 江苏省南京市建邺区水西门大街418号                               | 第一批 |
| 江苏省            | 南京抗日航空烈士纪念馆                                              | 江苏省南京市玄武区钟山北麓                                      | 第一批 |
| 江苏省            | 中国战区侵华日军投降签字仪式旧址                                    | 江苏省南京市南京军区大院内                                      | 第一批 |
| 江苏省            | 拉贝故居                                                            | 江苏省南京市鼓楼区广州路小粉桥1号                               | 第一批 |
| 江苏省            | 抗日山烈士陵园                                                      | 江苏省连云港市赣榆县班庄镇                                      | 第一批 |
| 江苏省            | 刘老庄八十二烈士陵园                                                | 江苏省淮安市淮阴区刘老庄乡刘老庄村                              | 第一批 |
| 江苏省            | 新四军纪念馆                                                        | 江苏省盐城市亭湖区建军东路                                      | 第一批 |
| 江苏省            | 禹王山抗日阻击战遗址纪念园                                          | 江苏省邳州市戴庄镇李圩村                                        | 第二批 |
| 江苏省            | 新四军江南指挥部纪念馆                                              | 江苏省溧阳市竹箦镇水西村                                        | 第二批 |
| 江苏省            | 常熟市沙家浜革命历史纪念馆                                          | 江苏省常熟市沙家浜镇芦苇荡路                                    | 第二批 |
| 江苏省            | 新四军联抗烈士陵园                                                  | 江苏省南通市海安县墩头镇千步村                                  | 第二批 |
| 江苏省            | 侵华日军向新四军投降处旧址                                          | 江苏省高邮市熙和巷70号                                          | 第二批 |
| 江苏省            | 泰州市烈士陵园                                                      | 江苏省泰州市海陵区迎春西路115号                                 | 第二批 |
| 江苏省            | 泗洪县革命烈士陵园                                                  | 江苏省宿迁市泗洪县青阳镇山河路12号                              | 第二批 |
| 江苏省            | 侵华日军南京利济巷慰安所旧址                                        | 江苏省南京市秦淮区利济巷                                        | 第三批 |
| 江苏省            | 云台山抗日烈士陵园                                                  | 江苏省南京市江宁区横溪街道云台村鸭塘自然村                      | 第三批 |
| 江苏省            | 车桥战役烈士陵园                                                    | 江苏省淮安市淮安区车桥镇车北村                                  | 第三批 |
| 江苏省            | 阜宁县芦蒲烈士陵园                                                  | 江苏省盐城市阜宁县芦蒲镇芦蒲村                                  | 第三批 |
| 江苏省            | 茅山新四军纪念馆                                                    | 江苏省镇江市句容市茅山风景区万福路                              | 第三批 |
| 浙江省            | 大韩民国临时政府杭州旧址纪念馆                                      | 浙江省杭州市上城区长生路53—55号                                 | 第一批 |
| 浙江省            | 侵华日军细菌战衢州展览馆                                            | 浙江省衢州市柯城区罗汉井5号                                     | 第一批 |
| 浙江省            | 台湾义勇队纪念馆暨台湾义勇队成立旧址                                | 浙江省金华市婺城区酒坊巷84号                                    | 第一批 |
| 浙江省            | 侵浙日军投降仪式旧址和千人坑遗址                                    | 浙江省杭州市富阳区银湖街道受降村                                | 第二批 |
| 浙江省            | 宁波樟村四明山烈士陵园                                              | 浙江省宁波市鄞州区章水镇振兴中路66号                            | 第二批 |
| 浙江省            | 新四军浙东游击纵队司令部旧址                                        | 浙江省宁波市余姚市梁弄镇晓岭街                                  | 第三批 |
| 浙江省            | 新四军苏浙军区旧址                                                  | 浙江省湖州市长兴县煤山镇                                        | 第三批 |
| 安徽省            | 大通万人坑教育馆                                                    | 安徽省淮南市大通区大通街道矿南社区                              | 第一批 |
| 安徽省            | 新四军军部旧址纪念馆                                                | 安徽省宣城市泾县云岭镇                                          | 第一批 |
| 安徽省            | 新四军江北指挥部纪念馆                                              | 安徽省合肥市庐江县汤池镇松元村                                  | 第二批 |
| 安徽省            | 戴安澜烈士墓                                                        | 安徽省芜湖市镜湖区赭山公园                                      | 第二批 |
| 安徽省            | 藕塘烈士陵园                                                        | 安徽省滁州市定远县藕塘镇塔山                                    | 第二批 |
| 安徽省            | 宿州烈士陵园                                                        | 安徽省宿州市埇桥区雪枫路1号                                     | 第二批 |
| 安徽省            | 野寨抗日阵亡将士公墓                                                | 安徽省安庆市潜山市天柱山镇野寨街50号                            | 第三批 |
| 安徽省            | 大别山烈士陵园                                                      | 安徽省安庆市岳西县天堂镇老街路1号                               | 第三批 |
| 安徽省            | 岩寺新四军军部旧址纪念馆                                            | 安徽省黄山市徽州区滨河南路39号                                  | 第三批 |
| 安徽省            | 新四军第四支队纪念馆                                                | 安徽省六安市舒城县高峰乡东港村                                  | 第三批 |
| 福建省            | 永安抗战旧址群                                                      | 福建省永安市                                                    | 第二批 |
| 福建省            | 大田“第二集美学村”旧址                                              | 福建省三明市大田县均溪镇玉田村                                  | 第三批 |
| 江西省            | 庐山抗战纪念馆                                                      | 江西省九江市庐山区牯岭镇河西路506号                             | 第一批 |
| 江西省            | 抗日阵亡将士陵园                                                    | 江西省宜春市上高县镜山                                          | 第一批 |
| 江西省            | 南昌新四军军部旧址陈列馆                                            | 江西省南昌市西湖区友竹路7号                                     | 第二批 |
| 江西省            | 万家岭大捷纪念园                                                    | 江西省九江市德安县翰林路                                        | 第二批 |
| 江西省            | 马垱炮台遗址                                                        | 江西省九江市彭泽县马垱镇马垱山                                  | 第二批 |
| 江西省            | 老虎山抗日英烈陵园                                                  | 江西省宜春市高安市龙潭镇龙潭村                                  | 第三批 |
| 山东省            | 胶东革命烈士陵园                                                    | 山东省烟台市栖霞市桃村镇英灵山                                  | 第一批 |
| 山东省            | 地雷战纪念馆                                                        | 山东省烟台市海阳市文山街11号                                    | 第一批 |
| 山东省            | 马石山烈士陵园                                                      | 山东省威海市乳山市诸往镇上石硼村                                | 第一批 |
| 山东省            | 华东革命烈士陵园                                                    | 山东省临沂市兰山区陵园前街4号                                   | 第一批 |
| 山东省            | 费县烈士陵园                                                        | 山东省临沂市费县薛庄镇                                          | 第一批 |
| 山东省            | 台儿庄大战纪念馆                                                    | 山东省枣庄市台儿庄城西南郊                                      | 第一批 |
| 山东省            | 铁道游击队纪念园                                                    | 山东省枣庄市薛城区临山路                                        | 第一批 |
| 山东省            | 滕州市烈士陵园                                                      | 山东省枣庄市滕州市大坞镇仁山                                    | 第一批 |
| 山东省            | 淄博市革命烈士陵园                                                  | 山东省淄博市周村区南郊镇大埠山                                  | 第二批 |
| 山东省            | 八路军抱犊崮抗日纪念园                                              | 山东省枣庄市山亭区北庄镇双山涧村                                | 第二批 |
| 山东省            | 梁山歼灭战遗址纪念园                                                | 山东省济宁市梁山县水泊街道独山村                                | 第二批 |
| 山东省            | 泰安市岱岳烈士陵园                                                  | 山东省泰安市岱岳区祝阳镇陈良村                                  | 第二批 |
| 山东省            | 肥城烈士陵园                                                        | 山东省肥城市安临站镇东陆房村凤凰山                              | 第二批 |
| 山东省            | 天福山革命遗址                                                      | 山东省威海市文登区文登营镇天福山                                | 第二批 |
| 山东省            | 沂水革命烈士陵园                                                    | 山东省临沂市沂水县沂城街道荷叶官庄村跋山                        | 第二批 |
| 山东省            | 山东省政府和八路军115师司令部旧址                                   | 山东省临沂市莒南县大店镇中心街128号                             | 第二批 |
| 山东省            | 滨海革命烈士陵园                                                    | 山东省临沂市临沭县临沭街道叠翠路1号                             | 第二批 |
| 山东省            | 冀鲁边区革命纪念园                                                  | 山东省乐陵市朱集镇旅游路99号                                    | 第二批 |
| 山东省            | 鲁西北革命烈士陵园                                                  | 山东省聊城市莘县大王寨镇东丈八村                                | 第二批 |
| 山东省            | 鲁西南烈士陵园                                                      | 山东省菏泽市曹县韩集镇曹楼村                                    | 第二批 |
| 山东省            | 鲁中抗日战争展览馆                                                  | 山东省济南市莱芜区汶阳东大街43号                                | 第三批 |
| 山东省            | 黑铁山抗日武装起义纪念馆                                            | 山东省淄博市张店区四宝山街道太平村                              | 第三批 |
| 山东省            | 马鞍山抗战遗址                                                      | 山东省淄博市淄川区太河镇小口头村                                | 第三批 |
| 山东省            | 玉皇顶抗日武装起义遗址                                              | 山东省烟台市莱州市文昌北路29号                                  | 第三批 |
| 山东省            | 牛头镇抗日武装起义纪念碑和陈列馆                                    | 山东省潍坊市寿光市台头镇巨淀湖畔                                | 第三批 |
| 山东省            | 徂徕山抗日武装起义磨山峪旧址                                        | 山东省泰安市岱岳区房村镇磨山峪村                                | 第三批 |
| 山东省            | 大青山革命烈士陵园                                                  | 山东省临沂市沂南县双堠镇东梭庄村                                | 第三批 |
| 山东省            | 渊子崖烈士纪念塔                                                    | 山东省临沂市莒南县板泉镇渊子崖村                                | 第三批 |
| 山东省            | 苏村烈士陵园                                                        | 山东省聊城市莘县张寨镇苏村                                      | 第三批 |
| 山东省            | 湖西革命烈士陵园                                                    | 山东省菏泽市单县南城街道健康路1号                               | 第三批 |
| 河南省            | 彭雪枫纪念馆                                                        | 河南省南阳市镇平县建设东路378号                                 | 第一批 |
| 河南省            | 吉鸿昌将军纪念馆                                                    | 河南省周口市扶沟县鸿昌大道                                      | 第一批 |
| 河南省            | 冀鲁豫边区革命根据地旧址纪念馆                                      | 河南省濮阳市清丰县双庙乡单拐村                                  | 第二批 |
| 河南省            | 杜八联革命纪念馆                                                    | 河南省济源市坡头镇泰山村                                        | 第三批 |
| 湖北省            | 武汉市中山舰博物馆                                                  | 湖北省武汉市江夏区金口街                                        | 第一批 |
| 湖北省            | 张自忠将军纪念馆                                                    | 湖北省襄阳市宜城市襄沙大道55号                                  | 第一批 |
| 湖北省            | 八路军武汉办事处旧址纪念馆                                          | 湖北省武汉市江岸区长春街57号                                    | 第二批 |
| 湖北省            | 石牌抗战遗址                                                        | 湖北省宜昌市夷陵区三斗坪镇石牌村                                | 第二批 |
| 湖北省            | 鄂豫边区革命烈士陵园                                                | 湖北省孝感市大悟县城关镇长征中路39号                            | 第二批 |
| 湖北省            | 宜昌市夷陵区南边抗日将士陵园                                        | 湖北省宜昌市夷陵区黄花镇张家口村                                | 第三批 |
| 湖北省            | 鄂南抗日根据地指挥中心旧址                                          | 湖北省鄂州市鄂城区沙窝乡麻羊垴                                  | 第三批 |
| 湖北省            | 赵家棚抗日烈士陵园                                                  | 湖北省孝感市安陆市赵棚镇振兴街2号                               | 第三批 |
| 湖北省            | 新四军第五师纪念馆                                                  | 湖北省孝感市大悟县芳畈镇白果树湾                                | 第三批 |
| 湖南省            | 常德会战阵亡将士纪念公墓                                            | 湖南省常德市武陵区青年路                                        | 第一批 |
| 湖南省            | 厂窖惨案遇难同胞纪念碑和纪念馆                                      | 湖南省益阳市南县厂窖镇                                          | 第一批 |
| 湖南省            | 衡阳抗战纪念城                                                      | 湖南省衡阳市雁峰区岳屏公园                                      | 第一批 |
| 湖南省            | 南岳忠烈祠                                                          | 湖南省衡阳市南岳区衡山香炉峰                                    | 第一批 |
| 湖南省            | 中国人民抗日战争胜利芷江受降旧址和纪念馆                            | 湖南省怀化市芷江侗族自治县芷江镇七里桥村                        | 第一批 |
| 湖南省            | 飞虎队纪念馆                                                        | 湖南省怀化市芷江侗族自治县芷江机场东                            | 第一批 |
| 湖南省            | 国民革命军陆军第七十三军抗战阵亡将士公墓                            | 湖南省长沙市岳麓区桔子洲街道岳王亭路                            | 第二批 |
| 湖南省            | 大云山三战三捷摩崖石刻                                              | 湖南省岳阳市岳阳县大云山国家森林公园                            | 第二批 |
| 湖南省            | 抗日战争湘西会战阵亡将士陵园                                        | 湖南省怀化市溆浦县龙潭镇肇山村弓形山                            | 第二批 |
| 湖南省            | 岳麓山忠烈祠                                                        | 湖南省长沙市岳麓区岳麓山赫石坡                                  | 第三批 |
| 广东省            | 十九路军淞沪抗日阵亡将士陵园                                        | 广东省广州市天河区水荫路113号                                   | 第一批 |
| 广东省            | 东江纵队纪念馆                                                      | 广东省惠州市博罗县罗浮山景区                                    | 第一批 |
| 广东省            | 三灶岛侵华日军罪行遗迹                                              | 广东省珠海市金湾区三灶镇                                        | 第二批 |
| 广东省            | 西海抗日烈士陵园                                                    | 广东省佛山市顺德区北滘镇西海村烈士中路116号                     | 第二批 |
| 广东省            | 大岭山抗日根据地旧址                                                | 广东省东莞市大岭山镇大王岭村                                    | 第二批 |
| 广东省            | 中国文化名人大营救纪念馆                                            | 广东省深圳市龙华区民治街道白石龙社区                            | 第三批 |
| 广东省            | 广东人民抗日游击队珠江纵队司令部旧址                                | 广东省中山市五桂山街道南桥村槟榔山14号                          | 第三批 |
| 广西壮族自治区    | 昆仑关战役旧址                                                      | 广西壮族自治区南宁市兴宁区昆仑镇                                | 第一批 |
| 广西壮族自治区    | 八路军桂林办事处旧址                                                | 广西壮族自治区桂林市叠彩区中山北路14号                          | 第二批 |
| 广西壮族自治区    | 三将军殉职纪念塔和八百壮士墓                                        | 广西壮族自治区桂林市七星区七星公园内                            | 第三批 |
| 海南省            | 琼崖红军云龙改编旧址                                                | 海南省海口市琼山区云龙镇云龙墟                                  | 第一批 |
| 海南省            | 六连岭烈士陵园                                                      | 海南省万宁市和乐镇六连村                                        | 第二批 |
| 重庆市            | 八路军重庆办事处旧址                                                | 重庆市渝中区                                                    | 第一批 |
| 重庆市            | 重庆大轰炸惨案遗址                                                  | 重庆市渝中区磁器街                                              | 第一批 |
| 重庆市            | 库里申科烈士墓园                                                    | 重庆市万州区西山公园                                            | 第一批 |
| 重庆市            | 国民参政会旧址                                                      | 重庆市渝中区中华路174号                                         | 第二批 |
| 重庆市            | 保卫中国同盟总部旧址（重庆宋庆龄旧居陈列馆）                        | 重庆市渝中区两路口街道新村5号                                   | 第二批 |
| 重庆市            | 同盟国中国战区统帅部参谋长官邸旧址（重庆史迪威博物馆）              | 重庆市渝中区嘉陵新路63号                                        | 第二批 |
| 重庆市            | 特园                                                                | 重庆市渝中区上清寺街道嘉陵桥东村35号                            | 第三批 |
| 重庆市            | 张自忠烈士陵园                                                      | 重庆市北碚区双柏路516号                                         | 第三批 |
| 四川省            | 赵一曼纪念馆                                                        | 四川省宜宾市翠屏区翠屏山                                        | 第一批 |
| 四川省            | 川军抗日阵亡将士纪念碑                                              | 四川省成都市青羊区少城街道祠堂街                                | 第三批 |
| 贵州省            | 二十四道拐抗战公路                                                  | 贵州省黔西南布依族苗族自治州晴隆县晴隆山                        | 第一批 |
| 贵州省            | 和平村旧址                                                          | 贵州省黔东南苗族侗族自治州镇远县㵲阳镇和平街150号               | 第二批 |
| 贵州省            | 独山深河桥抗战遗址                                                  | 贵州省黔南布依族苗族自治州独山县麻万镇                          | 第三批 |
| 云南省            | 腾冲国殇墓园、腾冲滇西抗战纪念馆                                    | 云南省保山市腾冲县                                              | 第一批 |
| 云南省            | 龙陵抗日战争纪念馆                                                  | 云南省保山市龙陵县龙山路                                        | 第一批 |
| 云南省            | 国立西南联合大学旧址                                                | 云南省昆明市五华区一二一大街298号云南师范大学一二一西南联大校区 | 第二批 |
| 云南省            | 抗战胜利纪念堂                                                      | 云南省昆明市五华区云瑞西路49号                                  | 第二批 |
| 云南省            | 松山战役旧址                                                        | 云南省保山市龙陵县腊勐乡大垭口村                                | 第二批 |
| 云南省            | 南洋华侨机工回国抗日纪念碑                                          | 云南省德宏傣族景颇族自治州瑞丽市畹町国家森林公园                | 第二批 |
| 云南省            | 怒江驼峰航线纪念馆                                                  | 云南省怒江傈僳族自治州泸水县片马镇                              | 第二批 |
| 云南省            | 施甸县抗日江防遗迹群                                                | 云南省保山市施甸县                                              | 第三批 |
| 云南省            | 滇缅公路惠通桥                                                      | 云南省保山市龙陵县腊勐镇腊勐社区                                | 第三批 |
| 云南省            | 滇西抗日战争纪念碑                                                  | 云南省德宏傣族景颇族自治州芒市仙池路雷牙让山                    | 第三批 |
| 陕西省            | 西安事变纪念馆                                                      | 陕西省西安市碑林区建国路69号                                    | 第一批 |
| 陕西省            | 延安革命纪念馆                                                      | 陕西省延安市宝塔区桥沟镇王家坪村                                | 第一批 |
| 陕西省            | 瓦窑堡革命旧址                                                      | 陕西省延安市子长县                                              | 第一批 |
| 陕西省            | 洛川会议纪念馆                                                      | 陕西省延安市洛川县永乡冯家村                                    | 第一批 |
| 陕西省            | 八路军西安办事处纪念馆                                              | 陕西省西安市新城区北新街七贤庄                                  | 第二批 |
| 陕西省            | 中国人民抗日军政大学纪念馆                                          | 陕西省延安市宝塔区北二道街                                      | 第二批 |
| 陕西省            | 安吴堡战时青年训练班革命旧址                                        | 陕西省咸阳市泾阳县安吴镇安吴堡村                                | 第三批 |
| 陕西省            | 中共中央西北局旧址                                                  | 陕西省延安市宝塔区光华路                                        | 第三批 |
| 陕西省            | 延安凤凰山麓革命旧址                                                | 陕西省延安市宝塔区凤凰大街20号                                  | 第三批 |
| 陕西省            | 国立西北联合大学旧址                                                | 陕西省汉中市城固县                                              | 第三批 |
| 甘肃省            | 八路军驻兰办事处纪念馆                                              | 甘肃省兰州市城关区酒泉路314号、甘南路700号                      | 第三批 |
| 新疆维吾尔自治区  | 八路军驻新疆办事处纪念馆                                            | 新疆维吾尔自治区乌鲁木齐市天山区胜利路392号                     | 第二批 |
| 新疆维吾尔自治区  | 乌鲁木齐烈士陵园                                                    | 新疆维吾尔自治区乌鲁木齐市天山区燕儿窝路524号                   | 第二批 |
| 香港特别行政区    | 乌蛟腾抗日英烈纪念碑                                                | 香港特别行政区新界沙头角乌蛟腾村                                | 第二批 |
| 香港特别行政区    | 斩竹湾抗日英烈纪念碑                                                | 香港特别行政区西贡区斩竹湾                                      | 第三批 |
| 澳门特别行政区    | 澳门冼星海纪念馆                                                    | 澳门特别行政区俾利喇街151—153号                                 | 第三批 |
| 缅甸              | 仁安羌大捷纪念碑                                                    | 缅甸马圭省仁安羌市伊洛瓦底江畔                                  | 第三批 |
| 巴布亚新几内亚    | 中国抗战将士和遇难同胞陵园                                          | 巴布亚新几内亚东新不列颠省拉包尔市郊                            | 第三批 |
| 俄罗斯            | 中国东北抗日联军教导旅与红军远东第2方面军第88独立步兵旅英烈纪念设施 | 俄罗斯哈巴罗夫斯克边疆区叶拉布加镇维亚茨克耶村                  | 第三批 |